# 사코쿠
사코쿠(일본어: 鎖國/鎖国, 쇄국)는 일본 에도 막부가 17세기 네덜란드 공화국을 제외하고 다른 서양 국가들과 교역을 차단하고, 일본인의 동남아시아 진출을 금지하는 등 에도 막부가 대외 관계 정책을 관리, 통제, 제한한 것을 가리킨다. 일본에서는 '사코쿠' 정책을 통해 에도 막부에 미친 사회 및 경제적 영향까지 포괄하여 사코쿠라고 부르기도 한다. 
일본의 '사코쿠'는 에도 막부의 제3대 쇼군인 도쿠가와 이에미쓰가 1633년부터 1639년까지 5번의 쇄국령을 발표하면서 처음 그 단어가 등장하였다. 에도 막부가 결정적으로 사코쿠를 강화하게 된 계기는 1637년 발발한 시마바라의 난으로 일본의 기독교 세력이 에도 막부의 통치에 반발해 일으킨 난이었다. 이후 에도 막부는 욧츠노구치인 쓰시마섬, 나가사키(데지마), 사쓰마번, 마쓰마에번을 통해 전통적인 국제무역을 이어나가는 한편, 네덜란드 공화국과의 에도 막부의 교역은 사코쿠 이후에도 꾸준히 이어졌다. 
일본의 사코쿠는 막말 시기 미국 페리 원정의 결과 1854년 미일 화친 조약을 체결하면서 끝나게 되었다. 1858년 미일 수호 통상 조약을 체결한 이후 일본 사회는 서양과의 통제할 수 없는 무역으로 인해 일본의 경제와 통화 체계가 붕괴되었고, 안세이 대옥을 통해 서구화를 강제로 추진하던 이이 나오스케가 1860년 사쿠라다문 밖의 변으로 암살되면서 개항과 사코쿠를 둘러싼 일본 관료층의 갈등은 더욱 극대화되었다. 이러한 사회적 혼란은 1860년대 서양 열강과의 충돌, 뒤이은 막부 치하 번들의 반란 등으로 이어졌다.

## 어원
'사코쿠'라는 단어는 18세기 일본의 천문학자이자 유럽의 과학 지식을 일본어로 번역하던 시즈키 타다오가 1801년 엥겔베르트 켐퍼의 《일본지》에 나온 구문을 따서 번역했다. 1690년부터 1692년에 걸쳐 일본을 방문한 독일인 의사 엥겔베르트 켐퍼 귀국 후 아시아 여러 나라에 관한 체계적인 저작 《아뫼니타테스 엑소티체》(일어: 회국기관, 廻国奇観)을 집필하면서 일본에 대해서도 논하였다. 그가 사망한 이후, 이 저작이 《The History of Japan》라는 제목으로 1727년에 편집되어 영어로 번역·출판되었다. 해당 저서의 네덜란드어 제2판(1733년 간행)의 권말 부록 마지막 장에 해당하는 ‘일본국에서 자국민의 출국과 외국인의 입국을 금지하고, 또한 세계 여러 나라와의 교류를 금지하는 것은 매우 당연한 이치’라는 부분을, 1800년경 나가사키의 전직 네덜란드어 견습 통역이었던 시즈키 타다오(志筑忠雄)가 번역하였다. 이때, 원래 논문의 제목이 지나치게 길었기 때문에 번역문 안에서 적절한 구절을 찾아《쇄국론》이라는 제목을 붙였다. 아래는 그 구문의 원본이다.
 Onderzoek, of het van belang is voor ’t Ryk van Japan om het zelve geslooten te houden, gelyk het nu is, en aan desselfs Inwooners niet toe te laaten Koophandel te dryven met uytheemsche Natien ’t zy binnen of buyten ’s Land'

 — 《일본지》
일본이 현재처럼 나라를 폐쇄된 상태로 유지하며, 자국민이 국내외를 막론하고 외국과의 무역을 하지 못하도록 하는 것이 과연 중요한 일인지를 탐구함.
 — 일본지, 엥겔베르트 켐퍼

### 활용
《쇄국론》은 필사되어 필사본이라는 형태로 일부 지식 계층과 일부 막부 관료층에 퍼져 나갔고, 그 결과 에도 막부 내에서 필사본이 40종이나 만들어졌다. 한편, 국학자 히라타 아쓰타네가 《쇄국론》을 입수하여 《고도대의》 등의 저작에서 인용한 일이나, 막말에 구로사와 오키미쓰가 『쇄국론』을 《이인공포전》으로 개제하고 자신의 존양론(攘夷論)을 제시한 『각이인공포전론』(1850)을 덧붙이는 형태로 간행한 일 등에서 볼 때, 『쇄국론』 자체가 사회에 미친 영향은 적지 않았다는 견해도 있다.

## 배경

### 남만무역

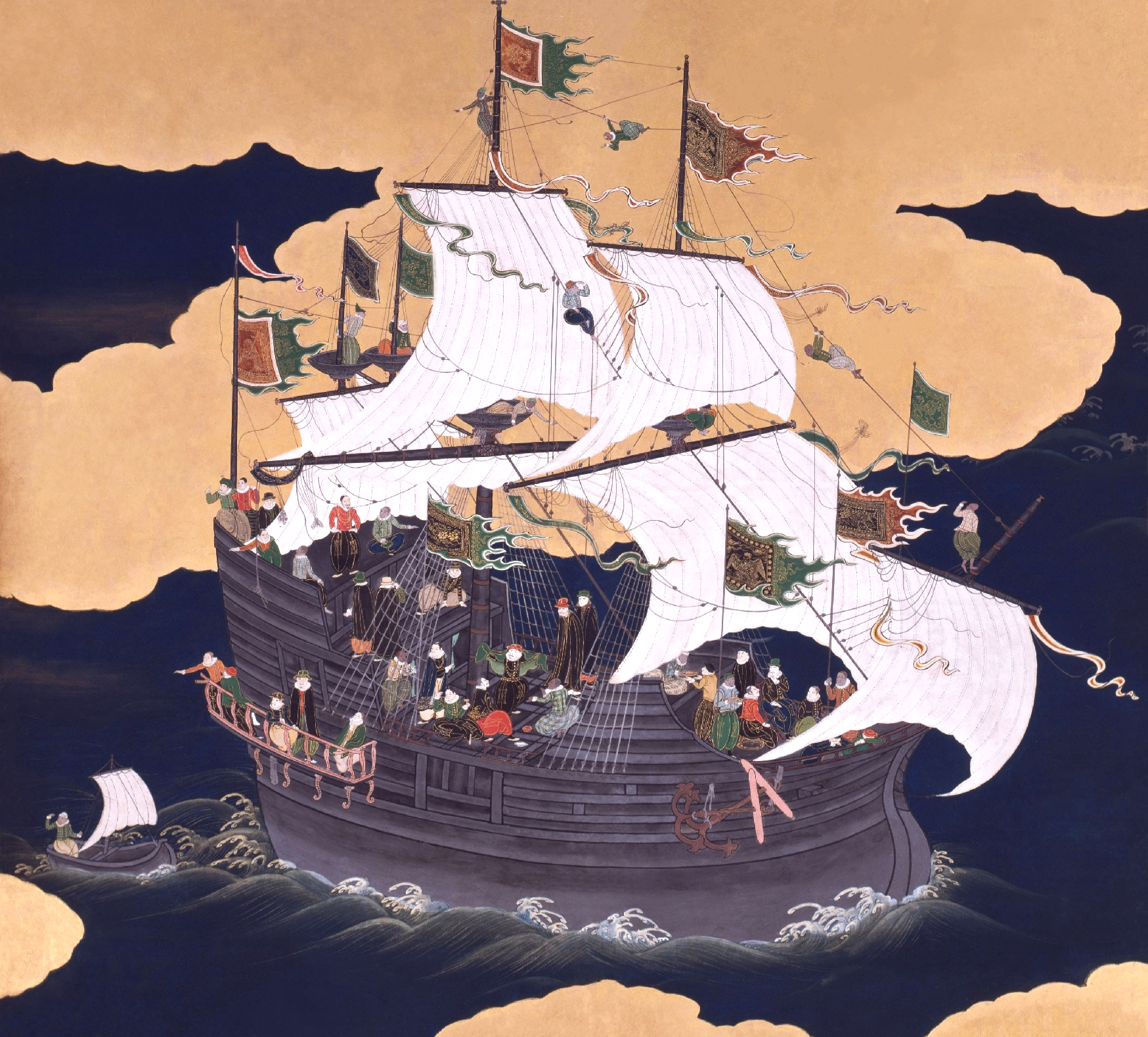
남만무역으로 일본에 들어오고 있는 포르투갈 무역선.

명나라는 해금정책을 취하고 있었지만, 감합무역을 통해 일본과 명나라 간의 무역은 이루어지고 있었다. 그러나 1549년(가정 28년)을 끝으로 감합무역이 중단되면서, 양국 간의 무역은 밀무역만이 이루어지게 되었다. 이때 등장한 것이 포르투갈이었다. 포르투갈은 토르데시야스 조약과 사라고사 조약에 따라 아시아로의 진출과 식민지화를 추진했으며, 1511년에는 말라카를 점령했다. 그리고 1557년에는 마카오에 거류권을 얻어 중국산 물품(특히 비단)을 안정적으로 확보할 수 있게 되었다. 이후 마카오를 거점으로 일본·중국·포르투갈 3국 간의 상품 거래가 이루어지게 되었다.
도쿠가와 이에야스가 정권을 잡자, 그는 네덜란드와 영국에 친서를 보내 네덜란드는 1609년에, 잉글랜드 왕국은 1613년에 히라도에 상관(무역 거점)을 설치했다. 그러나 양국 모두 중국에 거점을 두고 있던 것은 아니었으며, 일본에 수출할 만한 물품도 그다지 없었다. 그 결과 잉글랜드는 1623년에 일본에서 철수했고, 네덜란드의 일본 진출 또한 상업적이라기보다는 오히려 정치적인 이유가 더 컸다. 한편 당시 스페인의 관심은 필리핀과 멕시코 간의 무역에 있었으며, 1611년에는 세바스티안 비스카이노가 사절로 슨푸의 이에야스를 방문했지만, 무역 협상은 성과 없이 끝났다.

### 조법
18세기 후반, 실제로 실현되지는 않았지만 다누마 오키쓰구는 에조치 개발과 관련하여 러시아와의 무역을 고려하고 있었고, 마쓰다이라 사다노부 역시 러시아와의 소규모 무역을 구상하고 있었다. 이러한 배경 속에서 에조치에 내항한 아담 락스만에게 신패(信牌), 즉 나가사키 입항 허가증이 발급되었다. 이 신패를 지참한 니콜라이 레자노프는 1804년 나가사키에 내항하여 일본과의 통상 교섭을 시도했지만, 에도 막부는 최종적으로 통상을 거절하였다.
이 사건을 계기로, '해외와의 교류를 제한하는 체제를 자국의 기본 외교 정책으로 설정한다'는 명확한 인식, 즉 '쇄국조법관(鎖国祖法観)'을 에도 막부 관료들이가 갖게 되었다는 견해도 존재한다. 다만, 막부 고위 관료 집단 내부에서 ‘쇄국(鎖国)’이라는 표현이 사용된 최초의 사례는 1853년이라는 지적도 있는 만큼, ‘쇄국조법(鎖国祖法)’이라는 표현은 후대 연구자들에 의해 만들어진 학술적 조어로, 당대 사료에서는 단지 ‘조법(祖法)’이라고만 기술되어 있다.

## 정책 시행

### 막부
사코쿠는 에도 막부의 제2대 쇼군인 도쿠가와 히데타다의 통치 시기에 시작되어 제3대 쇼군인 도쿠가와 이에미쓰 시기에 완성된 정책이었다. 1612년 막부는 기독교 금지령을 반포하여 기독교 신앙과 포교를 금지했다. 1616년에는 명나라 이외의 외국 선박의 입항을 나가사키와 히라도섬으로 제한했다. 1623년에는 영국이 무역 실적 부진으로 히라도 길드사무소를 철수했으며, 1624년에는 스페인과의 국교를 단절하고 스페인 선박의 입항을 금지했다. 1628년 타이완 사건을 계기로 네덜란드와의 교역이 4년간 중단되었으며 , 1631년부터는 봉서선 제도가 시행되어 슈인센에 로주의 허가가 필요하게 되었다. 이어 1633년 제1차 쇄국령으로 봉서선을 제외한 해외 도항이 금지되고, 5년 이상 해외 체류한 일본인의 귀국도 금지되었다. 1634년 제2차 쇄국령에서는 앞선 내용을 재확인하고 데지마 건설을 시작했으며 , 1635년 제3차 쇄국령으로는 명나라와 네덜란드 등 외국 선박의 입항지를 나가사키로 제한하고, 동남아시아 지역으로의 일본인 도항과 귀국을 금지했다. 1636년 제4차 쇄국령에서는 무역과 관련 없는 포르투갈인과 그 가족 287명을 마카오로 추방하고, 남은 포르투갈인을 데지마로 이전시켰다. 1637년에서 1638년 시마바라의 난이 발생하자 네덜란드는 막부에 무기와 탄약을 제공하며 진압을 지원했고, 1639년 제5차 쇄국령으로 포르투갈 선박의 입항이 전면 금지되었다. 1640년 마카오에서 통상 재개를 요청한 포르투갈 사절단은 처형되었다. 1641년 네덜란드 상관이 히라도에서 데지마로 이전되었고, 1643년 브레스켄스호 사건을 계기로 이전 도쿠가와 이에야스의 주인장이 부정되어 네덜란드와 일본의 교역도 보다 신중해졌다. 한편, 1644년 명나라가 멸망한 이후, 남명 정권은 일본에 원군을 요청하였는데, 에도 막부는 외교적 중립과 사코쿠를 이유로 이를 거절하였다. 1647년에는 포르투갈이 국교 회복과 무역 재개를 목표로 2척의 선박을 나가사키에 파견하였지만 에도 막부는 이 요청을 거부하였고, 이후 포르투갈 선박의 내항은 완전히 단절되었다. 1673년에는 리턴호 사건을 계기로 영국과의 교역 재개도 막히게 되었다. 이후 100년 이상 네덜란드를 제외한 유럽 선박은 일본에 입항하지 못하게 되었다.

### 각 번
에도 시대의 쇄국(鎖国) 정책은 중앙의 에도 막부에 의해 주도되었으나, 지방 번(藩)들 가운데 일부는 쇄국 체제의 집행과 유지를 실질적으로 담당하며 중요한 역할을 수행하였다. 대표적인 예로는 쓰시마번, 사쓰마번, 마쓰마에번이 있다. 쓰시마번(対馬藩)은 중세 이래 조선과의 외교·무역을 중계하던 전통을 이어받아 부산의 왜관을 운영하고, 조선 통신사를 접대하는 등 대조선 창구로서의 기능을 수행하였다. 이는 막부가 조선과의 직접 외교 없이 간접적 관계를 유지하는 데 기여하였다. 사쓰마번(薩摩藩)은 1609년 류큐 왕국을 정복한 후, 명목상 독립국인 류큐를 통해 청나라와의 간접 외교 및 조공 무역을 지속하였다. 이는 막부의 대외 고립 원칙을 지키면서도 외교 유연성을 확보하는 데 기여하였다. 또한 마쓰마에번(松前藩)은 에조(蝦夷, 지금의 홋카이도) 지역에서 아이누와의 무역을 독점적으로 수행하였으며, 북방의 외국 선박 침입에 대한 전초기지로 기능하였다.
한편 사코쿠의 기치 아래 각 번이 서양 열강과 대립한 사례는 막말 시기에도 있었다. 1854년 미일 화친 조약이 체결된 이후, 1858년 서양 각국과 에도 막부가 통상 조약을 체결하면서 이에 대한 반발이 있었다. 도쿄 대학의 도루 호야 교수는 1863년 조슈번과 서양 열강 4개국의 시모노세키 전쟁은 사코쿠 정책을 지키려던 조슈번이 서양 열강에 패배한 사건이라고 본다.

### 기타 체제
일본의 유학자와 후대 난학자는 에도 막부가 사코쿠를 강화하기 위해 시행한 법령을 묶어서 폐양지어법(廢洋之御法)이라고 불렀다. 폐양지어법에 속하는 규제에는 서양 학문을 금지하는 양서취제(洋書取締), 기독교를 금지하는 '금교령'(禁教令)과 '후미에' 등이 있었다. 또한 기독교인 금제(切支丹禁制)라는 단어가 공문서, 관청 문서 등에서 광범위하게 사용되었다.

## 사코쿠 시기 교역

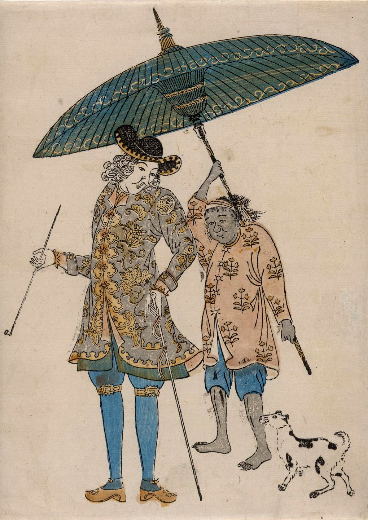
데지마에서 흑인 노예와 함께 있는 네덜란드인. 대영박물관 소장.

1500년대 포르투갈과의 교역을 통해 다양한 문물을 들여온 일본은 포르투갈을 대체해 네덜란드를 서양 교역국으로 지정하는 한편, 동남아시아 각지에 슈인센을 파견해 남만무역을 촉진시켰다. 1604년부터 1635년까지 약 30년 동안 일본인은 베트남 남북부, 시암, 캄보디아, 루손 등으로 진출하였고, 대만 등에도 상시적으로 거주지를 마련했다.
일본과 네덜란드의 교역은 남만무역의 핵심 무역 중 하나로, 일본은 네덜란드를 통해 지속적으로 서양의 문물을 받아들이게 되었다. 일본은 17세기 초중반 동안 네덜란드를 통해 여러 과학기술과 발명품이 들어왔다. 특히 일본이 네덜란드과 문물을 주고 받을 시기 유럽은 과학 혁명과 산업 혁명이 진행되고 있었기에 빠르게 문화가 바뀌고 있었고, 이 혁명들의 영향을 받아 18세기 중후반이 되면 의학, 물리학, 전기학 등이 일본에서 발전하기 시작했다. 대표적인 난학가에는 에레키테루를 개발한 히라가 겐나이,, 천문학자 스즈키 다다오, 하나오카 세이슈 등이 있다.
일본의 전통적인 교역국이었던 류큐국, 조선, 명나라/청나라와는 욧츠노구치를 통해 교역을 이어갔다. 다만 1609년 에도 막부의 시마즈씨가 류큐 침공 이후 류큐가 사실상 일본 정권의 치하에 들어갔고, 사실상 일본과 류큐의 무역은 나가사키항을 통해 이루어졌다. 또한 1613년 에도 막부의 유력 다이묘이자 센고쿠 시대 장군인 다테 마사무네가 누에바에스파냐를 비롯한 스페인 제국의 식민지와 교황청이 있는 로마에 사절단을 파견해 성공적으로 돌아오기도 했다. 다만 에도 막부에서 공식적으로 교황청과 관계를 맺은 적은 없다.

## 참고